# Neoconocephalus rioclarensis
Neoconocephalus rioclarensis is een rechtvleugelig insect uit de familie sabelsprinkhanen (Tettigoniidae). De wetenschappelijke naam van deze soort is voor het eerst geldig gepubliceerd in 1975 door Piza. Zoals de naam al doet vermoeden, komt deze soort voor in de gemeente Rio Claro in de Braziliaanse deelstaat São Paulo.